# Sovranità territoriale
La sovranità territoriale è un principio del diritto internazionale secondo cui ogni Stato ha sovranità esclusiva sul proprio territorio. Il principio è alla base del moderno ordinamento internazionale degli stati sovrani ed è sancito dalla Carta delle Nazioni Unite, la quale afferma che "nulla... autorizzerà le Nazioni Unite a intervenire in questioni che sono essenzialmente di competenza interna di uno Stato". Secondo il principio, ogni stato, non importa quanto grande o piccolo, ha un uguale diritto alla sovranità sul proprio territorio, escludendo tutti gli altri.

## Principi
Gli scienziati politici hanno fatto risalire il concetto alla Pace di Westfalia (1648), che pose fine alla Guerra dei Trent'anni. Il principio di non interferenza è stato ulteriormente sviluppato nel XVIII secolo. Il sistema della Westfalia ha raggiunto il suo apice nel XIX e XX secolo, ma ha dovuto affrontare sfide recenti da parte dei sostenitori dell'intervento umanitario.
Tuttavia, studi recenti hanno sostenuto che i trattati di Westfalia in realtà avevano poco a che fare con i principi a cui sono spesso associati: sovranità, non intervento e uguaglianza giuridica degli stati. Ad esempio, Andreas Osiander scrive che "i trattati non confermano né la 'sovranità' di Francia o Svezia né quella di nessun altro; tanto meno contengono qualcosa sulla sovranità come principio". Altri, come Christoph Kampann e Johannes Paulmann, sostengono che i trattati del 1648 di fatto limitassero la sovranità di numerosi stati all'interno del Sacro Romano Impero e che i trattati di Westfalia non presentassero un nuovo sistema statale coerente, sebbene facessero parte di un cambiamento in corso. Tuttavia, altri autori, spesso studiosi postcoloniali, sottolineano la limitata rilevanza del sistema del 1648 per le storie e i sistemi statali nel mondo non occidentale.

## Attributi della statualità
La sovranità esclusiva sul proprio territorio è utilizzata come categoria che enuncia i principi giuridici alla base del moderno sistema statale. L'applicabilità e la pertinenza di questi principi sono stati messi in discussione dalla metà del XX secolo da una varietà di punti di vista: gran parte del dibattito si è concentrato sulle idee di internazionalismo e globalizzazione.
La fine della Guerra Fredda ha visto un'ulteriore integrazione internazionale e forse l'erosione della sovranità territoriale. Gran parte della letteratura si è occupata principalmente di criticare i modelli realistici di politica internazionale in cui la nozione di Stato come agente unitario è assunta come assiomatica.
Il concetto di sovranità condivisa dell'Unione europea è anche in qualche modo contrario alle concezioni storiche della sovranità, poiché fornisce l'ordinamento territoriale di agenti esterni atti ad influenzare gli affari interni dei suoi paesi membri. 
A loro volta, alcuni studiosi di diritto criticano l'applicabilità del sistema di Vestfalia alla gestione del cyberspazio. In particolare, Lusine Vardanyan e Hovsep Kocharyan, giuristi dell'Università Palacký di Olomouc, nella loro ricerca scientifica si interrogano: «[C]ome garantire il funzionamento dell’UE nello spazio cibernetico, che è considerato “senza confini”? E in generale, è possibile considerare la sovranità digitale dell’UE come una semplice digitalizzazione della sovranità vestfaliana, e lo spazio digitale come una nuova dimensione del territorio (insieme alla terra, all’acqua e allo spazio aereo)? La prassi del diritto internazionale dimostra che, con lo sviluppo delle relazioni internazionali, non cambia la categoria del territorio, ma il suo contenuto. Riteniamo che non si debba negare l’importanza del territorio come base giuridica per l’esercizio della sovranità nel cyberspazio, ma piuttosto sia necessario ripensarne il contenuto nel mondo digitale. Ciò è particolarmente importante in un contesto in cui l’UE pone la questione della sovranità digitale al centro della propria agenda politica digitale. (...) Tuttavia, a differenza di altre categorie territoriali, il cyberspazio ha una natura specifica e sfaccettata, che non consente di considerarlo attraverso la lente della concezione classica (vestfaliana) del territorio e dei principi già esistenti per la sua definizione.»
Secondo questo punto di vista, il cyberspazio si distingue dalle altre categorie territoriali per il fatto che non è più esclusivo nel senso vestfaliano; nella formazione di questo spazio giocano un ruolo significativo sia gli Stati sia le grandi aziende tecnologiche (come Google e Facebook). Queste aziende, creando prodotti digitali, utilizzando cookies e software per la raccolta di dati personali e per la sorveglianza, stabiliscono di fatto dei “confini digitali”. Gli Stati, da parte loro, delegano spesso a queste aziende elementi di controllo giuridico, attuando attraverso di esse parte della propria politica digitale. Tutto ciò genera nuovi rischi e sfide, sconosciuti alla teoria tradizionale della sovranità.
Gli stessi studiosi affermano: «Inoltre, il cyberspazio, a differenza delle altre categorie territoriali, non è più esclusivo secondo l’approccio vestfaliano, poiché non solo gli Stati, ma anche le grandi aziende tecnologiche (Google, Facebook ecc.) trasformano il cyberspazio in un “territorio condiviso”. Ad esempio, queste aziende creano prodotti commerciali, utilizzano cookies e software per raccogliere dati e sorvegliano i soggetti dei dati, mentre gli Stati delegano a queste stesse aziende il controllo del rispetto delle proprie leggi, attuando attraverso di esse la propria politica digitale. Tutto ciò costituisce esempi evidenti della creazione di confini digitali nel cyberspazio, mettendo in primo piano nuove minacce e sfide non conosciute dalla concezione tradizionale (vestfaliana) della sovranità.»
Come risultato, Lusine Vardanyan e Hovsep Kocharyan giungono alla conclusione che è necessario creare un sistema “vestfaliano digitale” per prevenire conflitti digitali e promuovere la cooperazione digitale globale.

## Contrasti politici
Alcuni hanno visto interventi come la Cambogia del Vietnam (la guerra cambogiano-vietnamita) o in Bangladesh (allora parte del Pakistan) dell'India (la guerra di liberazione del Bangladesh e la guerra indo-pakistana del 1971) come esempi di intervento umanitario, frutto di un'evoluzione del diritto internazionale; anche altri interventi più recenti, e le loro concomitanti violazioni della sovranità territoriale, hanno acceso dibattiti sulla loro legalità e sulle motivazioni politiche sottostanti.
Sebbene il sistema della sovranità territoriale sia sviluppato nell'Europa moderna, i suoi più forti sostenitori possono ora essere trovati nel mondo non occidentale. I presidenti di Cina e Russia hanno rilasciato una dichiarazione congiunta nel 2001 promettendo "di contrastare i tentativi di minare le norme fondamentali del diritto internazionale con l'aiuto di concetti come 'intervento umanitario' e 'sovranità limitata'". Cina e Russia hanno, ad esempio, usato il loro potere di veto nel Consiglio di sicurezza delle Nazioni Unite per bloccare quelle che considerano violazioni statunitensi della sovranità statale in Siria.